# Festival Internacional de Cine de Venecia de 2017
La 74ª Mostra de Venecia se celebró del 30 de agosto al 9 de septiembre de 2017. Una vida a lo grande, dirigida por Alexander Payne, fue la cinta elegida para abrir el festival. El León de Oro fue otorgado a La forma del agua dirigida por Guillermo del Toro.
Una nueva sección de largometrajes en realidad virtual fue presentada en esta edición del festival, como parte de la sección oficial. 22 películas hechas con esta técnica entraron por primera vez en la sección oficial, aunque muchas otras fueron presentadas fuera de competición.

## Jurado
Las siguientes personas fueron seleccionadas para formar parte del jurado del Festival de Venecia:
Sección oficial (Venezia 74)
- Annette Bening, actriz
- Ildikó Enyedi, director
- Michel Franco, direcrtor y productor
- Rebecca Hall, actriz
- Anna Mouglalis, actriz
- David Stratton, crítico
- Jasmine Trinca, actriz
- Edgar Wright, director
- Yonfan, director

Horizontes (Orizzonti)
- Gianni Amelio, director (Presidente)
- Rakhshan Bani Etemad, director
- Ami Canaan Mann, director
- Mark Cousins, director
- Andrés Duprat, guionista y arquitecto
- Fien Troch, director
- Rebecca Zlotowski, director

Opera Prima
- Benoît Jacquot, director (Presidente)
- Geoff Andrew, escritor
- Albert Lee, productor
- Greta Scarano, actriz
- Yorgos Zois, director

Venice Classics
- Giuseppe Piccioni, director (Presidente)
- 26 estudiantes de Historia del Cine

Venice Virtual Reality
- John Landis, director (Presidente)
- Cécile Sciamma, director
- Ricky Tognazzi, director

## Selección oficial

### En Competición
Las siguientes películas fueron seleccionadas para la competición principal:
| Título español/inglés                  | Título original                           | Director(es)                   | País de producción               |
| -------------------------------------- | ----------------------------------------- | ------------------------------ | -------------------------------- |
| Ammore e malavita                      | Ammore e malavita                         | Antonio Manetti, Marco Manetti | Italia                           |
| Angels Wear White                      | Jia Nian Hua ( 嘉年华 )                   | Vivian Qu                      | China, Francia                   |
| Custodia compartida                    | Jusqu'à la Garde                          | Xavier Legrand                 | Francia                          |
| Una vida a lo grande                   | Downsizing                                | Alexander Payne                | Estados Unidos                   |
| Ex Libris: The New York Public Library | Ex Libris: The New York Public Library    | Frederick Wiseman              | Estados Unidos                   |
| Una familia                            | Una famiglia                              | Sebastiano Riso                | Italia                           |
| First Reformed                         | First Reformed                            | Paul Schrader                  | Estados Unidos                   |
| Foxtrot                                | Foxtrot                                   | Samuel Maoz                    | Israel, Alemania, Francia, Suiza |
| Hannah                                 | Hannah                                    | Andrea Pallaoro                | Italia, Bélgica, Francia         |
| La villa                               | La villa                                  | Robert Guédiguian              | Francia                          |
| Marea Humana                           | Human Flow                                | Ai Weiwei                      | Alemania, Estados Unidos         |
| El insulto                             | L'insulte                                 | Ziad Doueiri                   | Francia, Líbano                  |
| Lean on Pete                           | Lean on Pete                              | Andrew Haigh                   | Gran Bretaña                     |
| El viaje de sus vidas                  | The Leisure Seeker                        | Paolo Virzì                    | Italia                           |
| Mektoub, My Love: Canto Uno            | Mektoub, My Love: Canto Uno               | Abdellatif Kechiche            | Francia, Italia                  |
| Mother!                                | Mother!                                   | Darren Aronofsky               | Estados Unidos                   |
| La forma del agua                      | The Shape of Water                        | Guillermo del Toro             | Estados Unidos                   |
| Suburbicon                             | Suburbicon                                | George Clooney                 | Estados Unidos                   |
| Sweet Country                          | Sweet Country                             | Warwick Thornton               | Australia                        |
| The Third Murder                       | Sandome No Satsujin ( 三度目の殺人 )      | Hirokazu Koreeda               | Japón                            |
| Tres anuncios en las afueras           | Three Billboards Outside Ebbing, Missouri | Martin McDonagh                | Gran Bretaña                     |

### Fuera de Competición
Las películas siguientes estuvieron seleccionadas para ser proyectadas fuera de competición:

#### Ficción
| Título español /inglés               | Título original                      | Director(es)            | País de producción             |
| ------------------------------------ | ------------------------------------ | ----------------------- | ------------------------------ |
| Brawl in Cell Block 99               | Brawl in Cell Block 99               | S. Craig Zahler         | Estados Unidos                 |
| N/A                                  | Il colore nascosto delle cose        | Silvio Soldini          | Italia                         |
| Diva!                                | Diva!                                | Franceso Patierno       | Italia                         |
| Loving Pablo                         | Loving Pablo                         | Fernando León de Aranoa | España, Bulgaria               |
| Manhunt                              | Zhuibu ( 追捕 )                      | John Woo                | Hong Kong, China               |
| N/A                                  | La mélodie                           | Rachid Hami             | Francia                        |
| Mr Rotpeter (corto)                  | Il signor Rotpeter                   | Antonietta de Lillo     | Italia                         |
| Nosotros en la noche                 | Nosotros en la noche                 | Ritesh Batra            | Estados Unidos                 |
| Outrage Coda ( アウトレイジ 最終章 ) | Outrage Coda ( アウトレイジ 最終章 ) | Takeshi Kitano          | Japón                          |
| The Private Life of a Modern Woman   | The Private Life of a Modern Woman   | James Toback            | Estados Unidos                 |
| Le Fidèle                            | Le Fidèle                            | Michaël R. Roskam       | Bélgica, Francia, Países Bajos |
| Victoria & Abdul                     | Victoria & Abdul                     | Stephen Frears          | Gran Bretaña                   |
| Wormwood                             | Wormwood                             | Errol Morris            | Estados Unidos                 |
| Zama                                 | Zama                                 | Lucrecia Martel         | Argentina, Brasil              |

#### No ficción
| Título español /inglés | Título original | Director(es)           | País de producción    |
| --- | --- | ---------------------- | --------------------- |
| Cuba y el camarógrafo | Cuba and the Cameraman | Jon Alpert             | Estados Unidos        |
| The Devil and Father Amorth | The Devil and Father Amorth | William Friedkin       | Estados Unidos        |
| Happy Winter | Buon inverno | Giovanni Totaro        | Italia                |
| Jim & Andy: The Great Beyond – The story of Jim Carrey & Andy Kaufman featuring a very special, contractually obligated mention of Tony Clifton | Jim & Andy: The Great Beyond – The story of Jim Carrey & Andy Kaufman featuring a very special, contractually obligated mention of Tony Clifton | Chris Smith            | EE. UU., Canadá       |
| My Generation | My Generation | David Batty            | Gran Bretaña          |
| Piazza Vittorio | Piazza Vittorio | Abel Ferrara           | Italia                |
| Ryuichi Sakamoto: Coda | Ryuichi Sakamoto: Coda | Stephen Nomura Schible | Estados Unidos, Japón |
| This is Congo | This is Congo | Daniel McCabe          | DR Congo              |

#### Eventos especiales
| Título original                               | Director(es)  | País de producción |
| --------------------------------------------- | ------------- | ------------------ |
| Casa d’altri (16 Min)                         | Gianni Amelio | Italia             |
| Michael Jackson’s Thriller 3D (14 min)        | John Landis   | Estados Unidos     |
| Making of Michael Jackson’s Thriller (45 min) | Jerry Kramer  | Estados Unidos     |

### Horizontes
Las siguientes películas estuvieron seleccionadas para la sección Horizontes (Orizzonti):

#### Largometrajes
| Título español /inglés       | Título original              | Director(es)                                                    | País de producción                            |
| ---------------------------- | ---------------------------- | --------------------------------------------------------------- | --------------------------------------------- |
| N/A                          | Les Bienheureux              | Sofia Djama                                                     | Francia, Bélgica                              |
| Caniba                       | Caniba                       | Véréna Paravel, Lucien Castaing-Taylor                          | Francia                                       |
| Cinderella the Cat           | Gatta Cenerentola            | Alessandro Rak, Ivan Cappiello, Marino Guarnieri, Dario Sansone | Italia                                        |
| The Cousin                   | Ha Ben Dod                   | Tzahi Grad                                                      | Israel                                        |
| Napadid shodan               | Napadid shodan               | Ali Asgari                                                      | Irán, Catar                                   |
| colspan=2\|Espèces menacées  | Gilles Bourdos               | Francia, Bélgica                                                |                                               |
| Invisible                    | Invisible                    | Pablo Giorgelli                                                 | Argentina, Brasil, Uruguay, Alemania, Francia |
| Krieg                        | Krieg                        | Rick Ostermann                                                  | Alemania                                      |
| Marvin ou la Belle Éducation | Marvin ou la Belle Éducation | Anne Fontaine                                                   | Francia                                       |
| Nico, 1988                   | Nico, 1988                   | Susanna Nicchiarelli                                            | Italia, Bélgica                               |
| The Night I Swam             | La Nuit où j'ai nagé         | Damien Manivel, Igarashi Kohei                                  | Francia, Japón                                |
| No Date, No Signature        | Bedoone Tarikh, Bedoone Emza | Vahid Jalilvand                                                 | Irán                                          |
| Los Versos del Olvido        | Los Versos del Olvido        | Alireza Khatami                                                 | Francia, Alemania, Países Bajos, Chile        |
| The Rape of Recy Taylor      | The Rape of Recy Taylor      | Nancy Buirski                                                   | EE.UU.                                        |
| The Testament                | Haedut                       | Amichai Greenberg                                               | Israel, Austria                               |
| Ugly Nasty People            | Brutti e cattivi             | Cosimo Gomez                                                    | Italia, Francia                               |
| Under the Tree               | Undir trénu                  | Hafsteinn Gunnar Sigurðsson                                     | Islandia, Dinamarca, Polonia, Alemania        |
| La Vita in Comune            | La Vita in Comune            | Edoardo Winspeare                                               | Italia                                        |
| West of Sunshine             | West of Sunshine             | Jason Raftopoulos                                               | Australia                                     |

#### Cortometrajes
| Título español /inglés               | Título original                        | Director(es)                  | País de producción |
| ------------------------------------ | -------------------------------------- | ----------------------------- | ------------------ |
| 8th Continent (Fuera de competición) | 8th Continent (Fuera de competición)   | Yorgos Zois                   | Grecia             |
| Aria                                 | Aria                                   | Myrsini Aristidou             | Chipre, Francia    |
| Astrometal                           | Astrometal                             | Efthimis Kosemund Sanidis     | Grecia             |
| By the Pool                          | By the Pool                            | Laurynas Bareiša              | Lituania           |
| Death Of The Sound Man               | Awasarn Sound Man                      | Sorayos Prapapan              | Tailandia, Myanmar |
|                                      | Futuro prossimo (Fuera de competición) | Salvatore Mereu               | Italia             |
| Gros Chagrin                         | Gros Chagrin                           | Céline Devaux                 | Francia            |
| Himinn Opinn                         | Himinn Opinn                           | Gabriel Sanson, Clyde Gates   | Bélgica            |
| It’s Easier to Raise Cattle          | Lagi senang jaga sekandang lembu       | Amanda Nell Eu                | Malasia            |
| The Knife Salesman                   | The Knife Salesman                     | Michael Leonard, Jamie Helmer | Australia          |
|                                      | Meninas Formicida                      | João Paulo Miranda María      | Francia, Brasil    |
| Mon Amour, Mon Ami                   | Mon Amour, Mon Ami                     | Adriano Valerio               | Italia             |
| The Shadow of the Bride              | L’ombra della sposa                    | Alessandra Pescetta           | Italia             |
| Tierra Mojada                        | Tierra Mojada                          | Juan Sebastián Mesa Bedoya    | Colombia           |

## Venezia Classici
Las siguientes películas fueron seleccionadas para ser proyectadas en la sección  Venezia Classici:

### Películas restauradas
| Título español /inglés                      | Título original                              | Director(es)           | País de producción                   |
| ------------------------------------------- | -------------------------------------------- | ---------------------- | ------------------------------------ |
| Novecento (1976)                            | Novecento (1976)                             | Bernardo Bertolucci    | Italia                               |
| La mujer simia (1964)                       | La donna scimmia                             | Marco Ferreri          | Italia, Francia                      |
| Batch '81 (1982)                            | Batch '81 (1982)                             | Mike De Leon           | Filipinas                            |
| Pedro el negro (1963)                       | Černý Petr                                   | Miloš Forman           | Chechoslovaquia                      |
| Encuentros en la tercera fase (1977)        | Close Encounters of the Third Kind           | Steven Spielberg       | Estados Unidos                       |
| Ven y mira (1985)                           | Иди и смотри / Idi i smotri                  | Elem Klimov            | Unión Soviética (RSS de Bielorrusia) |
| N/A                                         | Cousin, Cousine (1987, Corto)                | Jean Rouch             | Francia                              |
| N/A                                         | Daïnah la métisse (1931)                     | Jean Grémillon         | Francia                              |
| The Flavor of Green Tea Over Rice (1952)    | お茶漬けの味 / Ochazuke no aji               | Yasujirō Ozu           | Japón                                |
| Cuando llega la noche (1985)                | Into the Night                               | John Landis            | Estados Unidos                       |
| The Old Dark House (1932)                   | The Old Dark House (1932)                    | James Whale            | Estados Unidos                       |
| El desierto rojo (1964)                     | Il deserto rosso                             | Michelangelo Antonioni | Italia                               |
| The Revolt of Mamie Stover (1956)           | The Revolt of Mamie Stover (1956)            | Raoul Walsh            | Estados Unidos                       |
| Rosita (1923)                               | Rosita (1923)                                | Ernst Lubitsch         | Estados Unidos                       |
| El intendente Sansho (1954)                 | 山椒大夫 / Sanshō Dayū                       | Kenji Mizoguchi        | Japón                                |
| Los amantes crucificados (1954)             | 近松物語 / Chikamatsu Monogatari             | Kenji Mizoguchi        | Japón                                |
| The Third Lover (1962)                      | L’oeil du malin                              | Claude Chabrol         | Francia                              |
| Two or Three Things I Know About Her (1967) | Deux ou trois choses que je sais d’elle      | Jean-Luc Godard        | Francia                              |
| Under the Olive Tree (1950)                 | Non c’è pace tra gli ulivi                   | Giuseppe De Santis     | Italia                               |
| Wanderers of the Desert                     | El Haimoune (1984) / Les baliseurs du désert | Nacer Khemir           | Túnez, Francia                       |
| Cero en conducta (1933)                     | Zéro de conduite                             | Jean Vigo              | Francia                              |

### Documentales
| Título español /inglés                   | Título original                                           | Director(es)                                     | País de producción        |
| ---------------------------------------- | --------------------------------------------------------- | ------------------------------------------------ | ------------------------- |
| Dangerous But Necessary                  | La Lucida Follia Di Marco Ferreri                         | Anselma Dell’Olio                                | Italia, Francia           |
| Evviva Giuseppe                          | Evviva Giuseppe                                           | Stefano Consiglio                                | Suiza, Italia             |
| Light Years                              | Años Luz                                                  | Manuel Abramovich                                | Argentina, Brasil, España |
|                                          | L’enigma di Jean Rouch a Torino - Cronaca di un film raté | Marco Di Castri, Paolo Favaro, Daniele Pianciola | Italia, Francia           |
| The Russian Revolution Through Its Films | L’utopie des images de la Révolution Russe                | Emmanuel Hamon                                   | Francia                   |
| The Prince and the Dybbuk                | The Prince and the Dybbuk                                 | Elwira Niewiera, Piotr Rosołowski                | Polonia, Alemania         |
|                                          | La Voce Di Fantozzi                                       | Mario Sesti                                      | Italia                    |
| This Is The War Room! (Short)            | This Is The War Room! (Short)                             | Boris Hars-Tschachotin                           | Alemania                  |

## Biennale College - Cinema
Las siguientes películas fueron seleccionadas para proyectarse en la sección Biennale College:
| Título español /inglés | Título original | Director(es) | País de producción |
| ---------------------- | --------------- | ------------ | ------------------ |
| Beautiful Things       | Giorgio Ferrero | Italia       |                    |
| Martyr                 | Mazen Khaled    | Lebanon      |                    |
| Strange Colours        | Alena Lodkina   | Australia    |                    |

### Il Cinema nel Giardino
Las siguientes películas fueron seleccionadas para proyectarse en la sección Il Cinema nel Giardino:
| Título español /inglés | Título original          | Director(es)                                         | País de producción                |
| ---------------------- | ------------------------ | ---------------------------------------------------- | --------------------------------- |
|                        | Controfigura             | Rä di Martino                                        | Italia, Francia, Suiza, Marruecos |
|                        | Manuel                   | Dario Albertini                                      | Italia                            |
|                        | Nato a Casal di Principe | Bruno Oliviero                                       | Italia, España                    |
|                        | Suburra - La serie       | Michele Placido, Andrea Molaioli, Giuseppe Capotondi | Italia                            |
| Above the Law          | Tueurs                   | François Troukens, Jean-François Hensgens            | Bélgica, Francia                  |
| Woodshock              | Woodshock                | Kate Mulleavy, Laura Mulleavy                        | Estados Unidos                    |

### Proyecciones especiales
Las siguientes películar fueron presentadas como Proyecciones especiales de la Selección oficial:
| Título español /inglés     | Título original                             | Director(es)                            | País de producción |
| -------------------------- | ------------------------------------------- | --------------------------------------- | ------------------ |
|                            | Barbiana '65: La lezione di Don Milani      | Alessandro G.A. D’Alessandro            | Italia             |
| El jinete eléctrico (1979) | Sydney Pollack                              | EE.UU.                                  |                    |
|                            | Lievito madre: Le ragazze del secolo scorso | Concita De Gregorio, Esmeralda Calabria | Italia             |
|                            | La lunga strada del ritorno (1962)          | Alessandro Blasetti                     | Italia             |
| The Order of Things        | L’ordine delle cose                         | Andrea Segre                            | Italia, Francia    |

## Secciones paralelas

### Semana Internacional de la Crítica
Las siguientes películas fueron seleccionaas para ser proyectadas en la 32º Semana Internacional de la Crítica:
| In competition         | In competition           | In competition            | In competition                                      |
| Título español /inglés | Título original          | Director(es)              | País de producción                                  |
| ---------------------- | ------------------------ | ------------------------- | --------------------------------------------------- |
| Crater                 | Il Cratere               | Luca Bellino, Silvia Luzi | Italia                                              |
| Drift                  | Drift                    | Helena Wittmann           | Alemania                                            |
| The Gulf               | Körfez                   | Emre Yeksan               | Turquía, Alemania, Greece                           |
| Temporada de caza      | Temporada de caza        | Natalia Garagiola         | Argentina, Estados Unidos, Alemania, Francia, Catar |
| Sarah Plays a Werewolf | Sarah joue un loup garou | Katharina Wyss            | Switzerland, Alemania                               |
| Team Hurricane         | Team Hurricane           | Annika Berg               | Dinamarca                                           |
| Les garçons sauvages   | Les garçons sauvages     | Bertrand Mandico          | Francia                                             |

| Fuera de competición | Fuera de competición | Fuera de competición | Fuera de competición |
|                      | Título original      | Director(es)         | País de producción   |
| -------------------- | -------------------- | -------------------- | -------------------- |
| Film de Apertura     | Pin Cushion          | Deborah Haywood      | Gran Bretaña         |
| Film de clausura     | Veleno               | Diego Olivares       | Italia               |

| SIC@SIC 2017 (Short Italian Cinema @ Settimana Internazionale della Critica) | SIC@SIC 2017 (Short Italian Cinema @ Settimana Internazionale della Critica) | SIC@SIC 2017 (Short Italian Cinema @ Settimana Internazionale della Critica) | SIC@SIC 2017 (Short Italian Cinema @ Settimana Internazionale della Critica) |
| Título español                                                               | Título italiano                                                              | Director(es)                                                                 | País de producción                                                           |
| ---------------------------------------------------------------------------- | ---------------------------------------------------------------------------- | ---------------------------------------------------------------------------- | ---------------------------------------------------------------------------- |
| Adavede                                                                      | Adavede                                                                      | 20'                                                                          | Alain Parroni                                                                |
| Due                                                                          | Two                                                                          | 17'                                                                          | Riccardo Giacconi                                                            |
| Les fantômes de la veille                                                    | Ghosts of Yesterday                                                          | 20'                                                                          | Manuel Billi                                                                 |
| Il legionario                                                                | The Legionnaire                                                              | 13'                                                                          | Hleb Papou                                                                   |
| MalaMènti                                                                    | MeanMinds                                                                    | 13'                                                                          | Francesco Di Leva                                                            |
| Piccole italiane                                                             | Little Italian Girls                                                         | 18'                                                                          | Letizia Lamartire                                                            |
| Le visite                                                                    | Visiting Day                                                                 | 15'                                                                          | Elio Di Pace                                                                 |

| Special Events    | Special Events           | Special Events               | Special Events     | Special Events |
|                   | Título original          | Director(es)                 | País de producción |                |
| ----------------- | ------------------------ | ---------------------------- | ------------------ | -------------- |
| Corto de Apertura | Nausicaa L'altra odissea | Nausicaa - The Other Odyssey | 20'                | Bepi Vigna     |
| Corto de Clausura | L’ultimo miracolo'       | The Last Miracle             | 20'                | Enrico Pau     |

### Giornate degli Autori
Las siguientes películas fueron seleccionadas en la 14.ª edición de la sección Giornate degli Autori:
| Título español           | Título original             | Director(es)                       | País de producción                           |
| ------------------------ | --------------------------- | ---------------------------------- | -------------------------------------------- |
| Candelaria               | Candelaria                  | Jhonny Hendrix Hinestroza          | Colombia, Alemania, Noruega, Argentina, Cuba |
| Equilibrium              | L'equilibrio                | Vincenzo Marra                     | Italia                                       |
| Eye on Juliet            | Eye on Juliet               | Kim Nguyen                         | Canadá                                       |
| Life Guidance            | Life Guidance               | Ruth Mader                         | Austria                                      |
| Ga'agua                  | Ga'agua                     | Savi Gabizon                       | Israel                                       |
| Looking for Oum Kulthum  | Looking for Oum Kulthum     | Shirin Neshat                      | Alemania, Austria, Italia, Líbano, Catar     |
| M                        | M                           | Sara Forestier                     | Francia                                      |
| Samui Song               |                             | Pen-ek Ratanaruang                 | Tailandia, Alemania, Noruega                 |
| Tainted Souls            | Il contagio                 | Matteo Botrugno, Daniele Coluccini | Italia                                       |
| The Taste of Rice Flower | Mi Hua Zhi Wei ( 米花之味 ) | Pengfei                            | China                                        |
| Volubilis                | Volubilis                   | Faouzi Bensaïdi                    | Marruecos, Francia, Catar                    |
| Where the Shadows Fall   | Dove cadono le ombre        | Valentina Pedicini                 | Italia                                       |

| Proyecciones especiales          | Proyecciones especiales                               | Proyecciones especiales | Proyecciones especiales |
| Título español                   | Título original                                       | Director(es)            | País de producción      |
| -------------------------------- | ----------------------------------------------------- | ----------------------- | ----------------------- |
| Agnelli                          | Agnelli                                               | Nick Hooker             | EE.UU.                  |
| Getting Naked: A Burlesque Story | Getting Naked: A Burlesque Story                      | James Lester            | EE.UU.                  |
| N/A                              | La legge del numero uno                               | Alessandro D'Alatri     | Italia                  |
| The Resolute                     | Il risoluto                                           | Giovanni Donfrancesco   | Italia, Francia         |
| N/A                              | Il tentato suicidio nell'adolescenza (T.S. Giovanile) | Ermanno Olmi            | Italia                  |
| Thirst Street                    | Thirst Street                                         | Nathan Silver           | Francia, EE.UU.         |

| Miu Miu Women's Tales           | Miu Miu Women's Tales           | Miu Miu Women's Tales | Miu Miu Women's Tales |
| Título español                  | Título original                 | Director(es)          | País de producción    |
| ------------------------------- | ------------------------------- | --------------------- | --------------------- |
| Carmen                          | Carmen                          | Chloë Sevigny         | EE.UU.                |
| (The [end) of history illusion] | (The [end) of history illusion] | Celia Rowlson-Hall    | EE.UU.                |

| Proyecciones especiales              | Proyecciones especiales | Proyecciones especiales |
| Título original                      | Director(es)            | País de producción      |
| ------------------------------------ | ----------------------- | ----------------------- |
| Aquagranda in crescendo (documental) | Giovanni Pellegrini     | Italia                  |
| Buried Seeds (documental)            | Andrei Severny          | EE.UU.                  |
| I'm (Endless Like the Space)         | Anne-Riitta Ciccone     | Italia                  |
| The Millionairs                      | Claudio Santamaria      | Italia                  |
| Raccontare Venezia (documental)      | Wilma Labate            | Italia, Francia         |

| Premio Lux             | Premio Lux                | Premio Lux        | Premio Lux                  |
| Título español         | Título original           | Director(es)      | País de producción          |
| ---------------------- | ------------------------- | ----------------- | --------------------------- |
| BPM (Beats per Minute) | 120 battements par minute | Robin Campillo    | Francia                     |
| Sami Blood             | Sameblod                  | Amanda Kernell    | Suecia                      |
| Western                | Western                   | Valeska Grisebach | Alemania, Austria, Bulgaria |

## Premios
Los siguientes premios fueron presentados en la 74.ª edición:

### Selección oficial
En competición
- León de Oro: La forma del agua de Guillermo del Toro
- Gran Premio del Jurado: Foxtrot de Samuel Maoz
- León de plata: Custodia compartida de Xavier Legrand
- Copa Volpi
  - Mejor actriz: Charlotte Rampling por Hannah
  - Mejor actor:Kamel El Basha por El insulto
- Premio Osella al mejor guion: Tres anuncios en las afueras de Martin McDonagh
- Premio Especial del Jurado: Sweet Country de Warwick Thornton
- Premio Marcello Mastroianni:  Charlie Plummer por Lean on Pete

Horizontes (Orizzonti)
- Mejor película: Nico, 1988 de Susanna Nicchiarelli
- Mejor director: No Date, No Signature de Vahid Jalilvand
- Premio especial del Jurado: Caniba de Verena Paravel y Lucien Castaing-Taylor
- Mejor actriz: Lyna Khoudri por Les Bienheureux
- Mejor actor: Navid Mohammadzadeh por No Date, No Signature
- Mejor guion: Oblivion Verses de Alireza Khatami
- Premio Horizontes para Mejor Cortometraje: Gros Chagrin de Céline Devaux

León del Futuro
- Premio Luigi De Laurentiis para una película debut:  Custodia compartida de Xavier Legrand

Premios Venezia Classici
- Mejor documental: The Prince and the Dybbuk de Elwira Niewiera y Piotr Rosolowski[13]
- Mejor película restaurada: Ven y mira de Elem Klimov[13]

Premios especiales
- León Dorado a la trayectoria: Robert Redford y Jane Fonda[10]

### Premios independientes
Los siguientes films fueron premiados en la secciones independientes:
Semana Internacional de la Crítica de Venecia
- Premio Film Group Audience: Hunting Season de Natalia Garagiola
- Premio Verona Cine Club Verona:  Team Hurricane de Annika Berg
- Mario Serandrei – Premio a la mejor contribución tñecnica Hotel Saturnia: The Wild Boys de Bertrand Mandico
- Premio SIAE: Saverio Costanzo
- Mención FEDIC - Il giornale del cibo: Le Visite (Visiting Day) de Elio Di Pace

Venice Days
- Premio GdA de realizadores: Candelaria de Jhonny Hendrix Hinestroza[25]
- Premio BNL elección del público: Ga'agua de Savi Gabizon
- Premio Europa Cinemas Label: M de Sara Forestier
- Premio Fedeora:
  - Mejor película: Eye on Juliet de Kim Nguyen
  - Mejor Director al mejor debut: Sara Forestier por M
  - Mejor Actor: Redouanne Harjane por M
- Premio Nuovo Imaie Talent:
  - Federica Rosellini por su papel en Where the Shadows Fall
  - Mimmo Borrelli por su trabajo en Equilibrium
- Premio Edipo Re : Valentina Pedicini por Where the Shadows Fall
- Premio Lanterna Magica : L'equilibrio por Vincenzo Marra

### Otros premios
Los siguientes films fueron premiados en las secciones autónomas:
- Premio Arca CinemaGiovani 
  - Mejor película italiana:  Beautiful Things de Giorgio Ferrero (Biennale College - Cinema)
  - Mejor película Venezia 74: Foxtrot de Samuel Maoz
- Premio Brian: Les Bienheureux de Sofia Djama (Horizons)
- Premio "Civitas Vitae prossima": Il colore nascosto delle cose de Silvio Soldini (Fuera de competición)
- Premio Fair Play Cinema : Ex Libris: The New York Public Library de Frederick Wiseman

Mención especial: Marea Humana de Ai Weiwei
- Premio FEDIC (Federazione Italiana dei Cineclub): La Vita in Comune de Edoardo Winspeare (Horizons)

Mención especial: Nico, 1988 de Susanna Nicchiarelli (Horizons)
- Premio de la crítica:[27]
  - Premio película (sección oficial): Ex Libris: The New York Public Library de Frederick Wiseman
  - Premio película (otras secciones): Oblivion Verses de Alireza Khatami
- Premio Fondazione Mimmo Rotella 
  - George Clooney por Suburbicon
  - Ai Weiwei por Marea Humana
  - Michael Caine por My Generation[28]
- Enrico Fulchignoni – CICT-UNESCO Award: Marea Humana de Ai Weiwei
- Premio Future Film Festival Digital: La forma del agua de Guillermo del Toro

Mención especial: Cinderella the Cat de Alessandro Rak, Ivan Cappiello, Marino Guarnieri, Dario Sansone
- Premio Green Drop: First Reformed de Paul Schrader
- Premio HRNs – Premio especial de derechos humanos: The Rape of Recy Taylor de Nancy Buirski (Horizons)

Mención especial: L'ordine delle cose de Andrea Segre (Proyecciones especiales)
Mención especial: Marea Humana de Ai Weiwei
- Interfilm Award: Oblivion Verses de Alireza Khatami
- Premio Lanterna Magica (CGS): Equilibrium de Vincenzo Marra
- Premio La Pellicola d’Oro:
  - Mejor producción en una película italiana: Daniele Spinozzi por Ammore e Malavita
  - Mejor producción en una película internacional: Riccardo Marchegiani por Mektoub, My Love: Canto Uno
  - Mejor Stagehand: Roberto Di Pietro por Hannah
- Leoncino d'Oro Agiscuola por el cine: The Leisure Seeker de Paolo Virzì
  - Premio Cine de la UNICEF: Marea Humana de Ai Weiwei
- Premio Lizzani: Il colore nascosto delle cose de Silvio Soldini (Fuera de competición)
- Premio Lina Mangiacapre: Les Bienheureux de Sofia Djama (Horizons)
- Mouse de oro: Mektoub, My Love: Canto Uno de Abdellatif Kechiche
- Mouse de plataː Gatta Cenerentola de Alessandro Rak, Ivan Cappiello, Marino Guarnieri, Dario Sansone
- Premio NuovoImaie Talent:
  - Mejor actriz: Federica Rosellini por Where the Shadows Fall
  - Mejor Actor: Mimmo Borrelli por Equilibrium
- Premio abierto: Gatta Cenerentola de Alessandro Rak, Ivan Cappiello, Marino Guarnieri, Dario Sansone
- Premio Francesco Pasinetti:
  - Mejor película: Ammore e malavita de Antonio Manetti, Marco Manetti
  - Mejor reparto: Giampaolo Morelli, Serena Rossi, Claudia Gerini, Carlo Buccirosso, Raiz , Franco Ricciardi, Antonio Buonomo por Ammore e malavita

Mención especial: Cinderella the Cat de Alessandro Rak, Ivan Cappiello, Marino Guarnieri, Dario Sansone] (Horizons)
Mención especial: Nico, 1988 de Susanna Nicchiarelli (Horizons)
- Queer Lion: Marvin de Anne Fontaine (Horizons)
- Premio Sfera 1932: La mélodie de Rachid Hami (Fuera de competición)
- Premio SIGNIS: The House by the Sea de Robert Guédiguian

Mención especial: Foxtrot de Samuel Maoz
- Premio C. Smithers Foundation– CICT-UNESCO: La forma del agua de Guillermo del Toro
- Premio Sorriso Diverso Venezia 2017 - Ass Ucl: Il colore nascosto delle cose de Silvio Soldini (Fuera de competición)
- Premio Soundtrack Stars: Alexandre Desplat por La forma del agua

Mención especial: Ammore e malavita
Premio Archivo de una vida: Andrea Guerra
- Premio UNIMED: The House by the Sea de Robert Guédiguian

Mención especial: Ugly Nasty People de Cosimo Gomez (Horizons)
- Premio Robert Bresson: Gianni Amelio[29]
- Premio Franca Sozzani: Julianne Moore por Suburbicon[30]